# Eucampima violalis
Eucampima violalis är en fjärilsart som beskrevs av M.Gaede 1940. Eucampima violalis ingår i släktet Eucampima och familjen nattflyn. Inga underarter finns listade i Catalogue of Life.